# ZALA 421-04M
ZALA 421-04M — российский беспилотный летательный аппарат марки ZALA, предназначенный для наблюдения в широком диапазоне метеоусловий подстилающей поверхности (в том числе сложного рельефа местности и водной поверхности), определения степени нанесенного ущерба, выявления взрывных устройств, сбрасывания небольших грузов, пограничного контроля, обнаружения нефтяных разливов, обследования состояния ЛЭП и трубопроводов, поиска и обнаружения людей.

## Конструкция
Конструктивно представляет собой микро-БПЛА, выполненный по схеме летающее крыло, с тянущим воздушным винтом, вращаемым электродвигателем, работающим на аккумуляторах. Целевая аппаратура включает в себя оборудование передачи информации, а также малогабаритную видеокамеру или цифровой фотоаппарат, или тепловизор.
Запуск аппарата осуществляется с рук при помощи эластичной или пневматической катапульты и не требует специально оборудованной взлетно-посадочной полосы. Посадка осуществляется при помощи парашюта.
Получение информации с беспилотного аппарата и выдача ему команд осуществляется через блок управления, реализованный на базе портативного персонального компьютера.

## Применение
БПЛА ZALA 421-04M прошел в 2008 году программу государственных испытаний и с этого же года стоит на вооружении силовых структур: МВД России, пограничной службе ФСБ России, МЧС России, Антитеррористическом центре СНГ, МВД Таджикистана. В своей работе БПЛА ZALA 421-04M применяют «Рыбоохрана», «Авиалесоохрана», «Газпром», гидрометслужбы России, Узбекистана и Таджикистана.
В МЧС России данный аппарат используется для борьбы с лесными пожарами, незаконными вырубками леса и для оповещения населения в чрезвычайных ситуациях.
Компания «Газпром» использует БПЛА ZALA 421-04M в целях антитеррористической защиты, обеспечения охраны и безопасности объектов, обеспечения технологической безопасности, контроля технического и инженерного состояния инфраструктуры газопроводов, получения данных для проведения ремонта и строительства, экологического мониторинга.
«Авиалесоохрана» с помощью БПЛА ZALA 421-04M осуществляет мониторинг лесохозяйственной деятельности, мониторинг действующих торфяных пожаров, патрулирование локальных участков лесного фонда, осмотр состояния гарей.

## Тактико-технические характеристики
- Радиус действия видео/радиоканала 15 км / 25 км
- Продолжительность полета 1,5 ч
- Размах крыла БЛА 1615 мм
- Максимальная высота полета 3600 м
- Запуск За корпус БЛА
- Взлет Эластичная катапульта
- Тип двигателя Электрический тянущий
- Скорость 65-100 км/ч
- Максимальная взлетная масса 5,5 кг
- Масса целевой нагрузки до 1 кг
- Навигация ИНС с коррекцией GPS/ГЛОНАСС, радиодальномер
- Диапазон рабочих температур −30 °C…+40 °C

## Фото

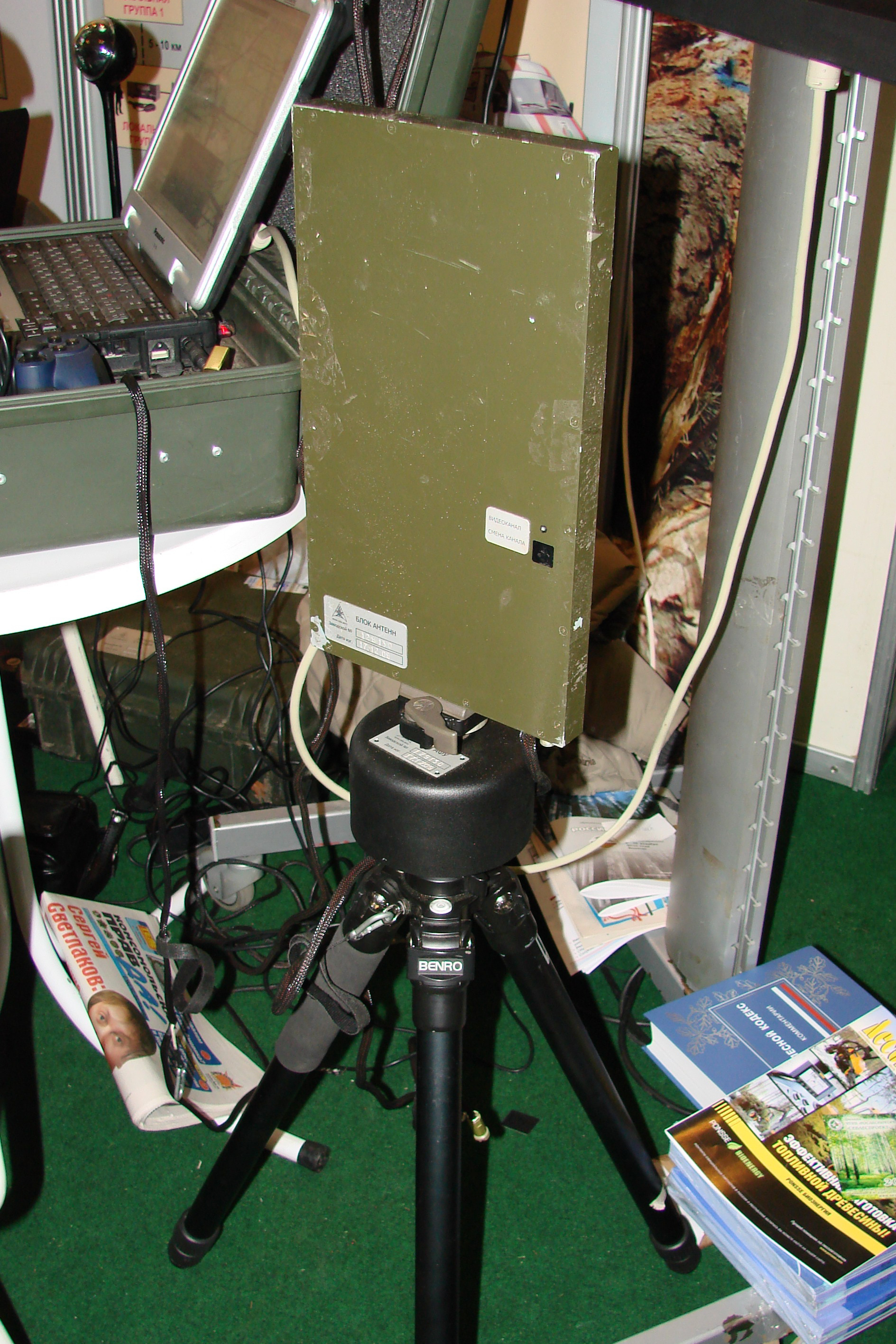
Приемо/передающая антенна
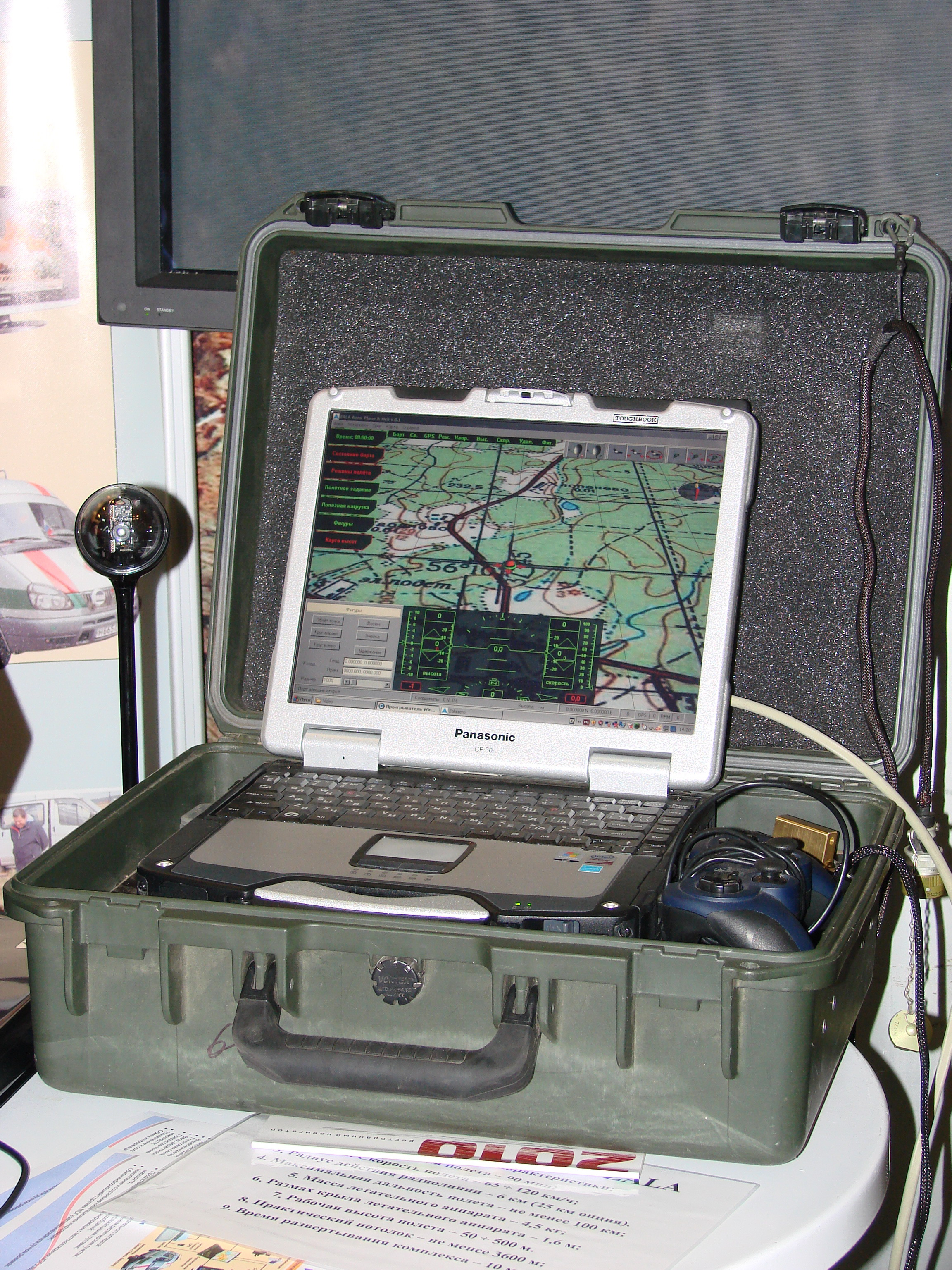
Пульт управления БПЛА